# 哈萊克頓莊園
52°52′50.56″N 0°40′16.67″W / 52.8807111°N 0.6712972°W

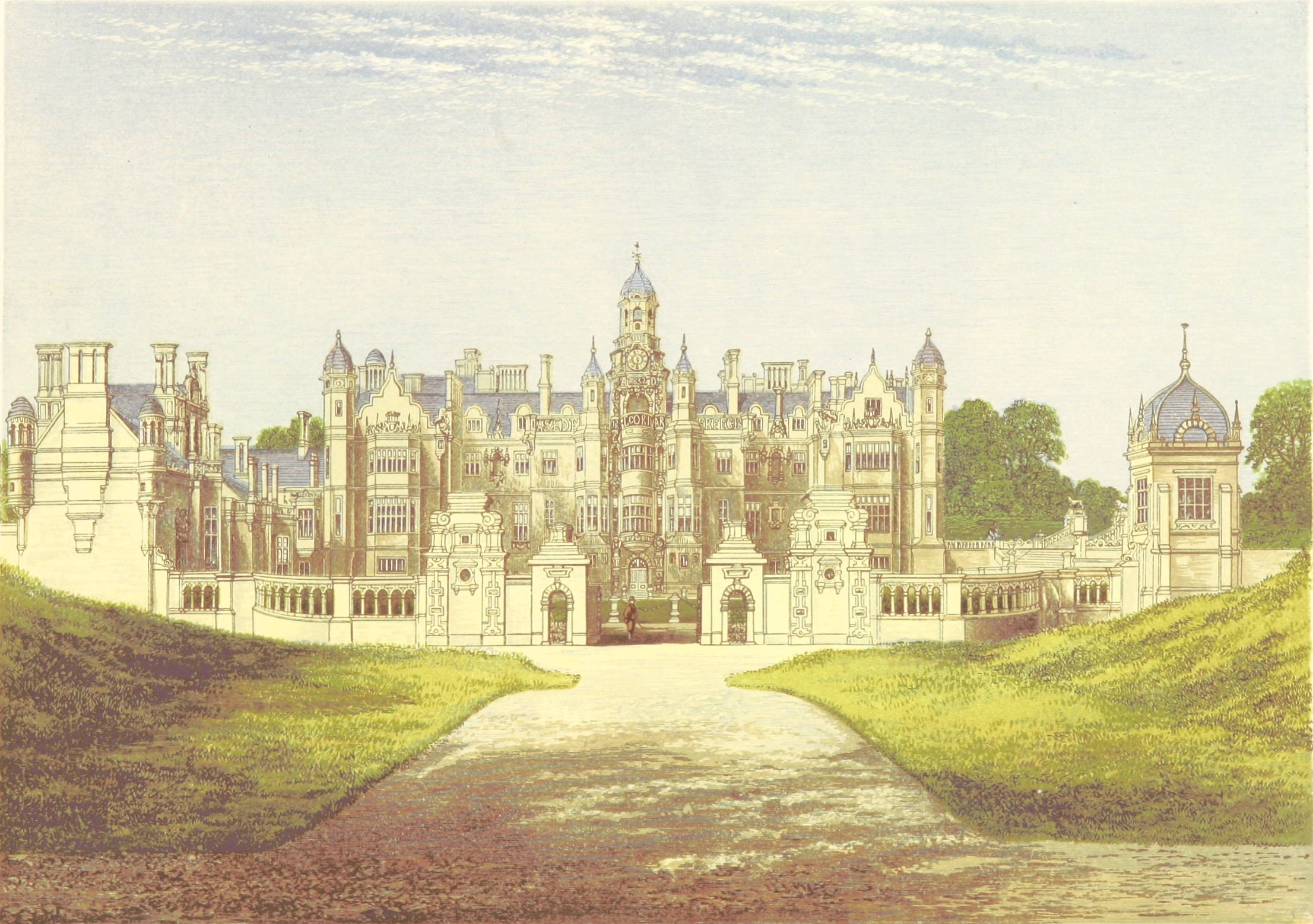
1880年的哈萊克頓莊園

哈萊克頓莊園（Harlaxton Manor）修建於1837年，位於英格蘭林肯郡哈萊克頓。哈萊克頓莊園融合了雅各賓風格和伊麗莎白風格，也是眾多電影的拍攝地點。現在哈萊克頓莊園是伊凡斯維爾大學的校舍。

## 外部連結
- Harlaxton Manor Website（页面存档备份，存于）
- Harlaxton College website（页面存档备份，存于）
- Archive newsreel of Harlaxton Manor interior and exterior - 1939 Archive.today的存檔，存档日期2013-01-18
- Flickr photos tagged Harlaxton Manor
- Photos of Harlaxton Manor and surrounding area on geograph
- History and Heritage
- Harlaxton Symposium（页面存档备份，存于）